# Agelena poliosata
Agelena poliosata är en spindelart som beskrevs av Wang 1991. Agelena poliosata ingår i släktet Agelena och familjen trattspindlar. Inga underarter finns listade i Catalogue of Life.